# 드림파크
드림파크은 인천광역시 서구 백석동에 있는 공원이다. 1992년에 조성하였다. 본 사업소는 수도권매립지관리공사에서 담당하고 있다.